# Beate Schlupp

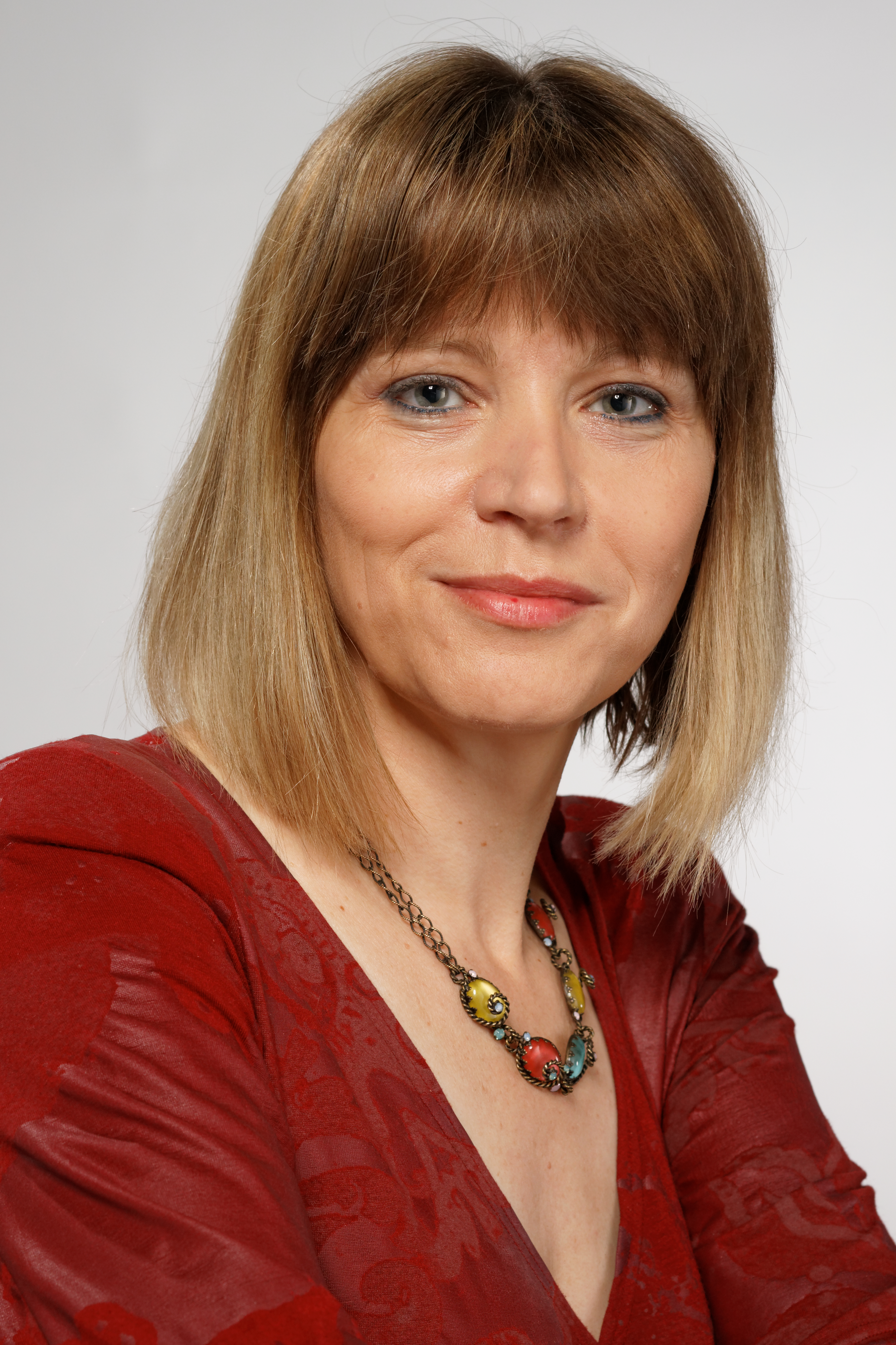
Beate Schlupp 2013

Beate Schlupp (* 23. Mai 1965 in Neustrelitz) ist eine deutsche Politikerin (CDU). Sie ist seit 2002 Mitglied im Landtag von Mecklenburg-Vorpommern und seit 2011 dessen Erste Vizepräsidentin.

## Leben
Schlupp machte 1983 ihr Abitur und studierte anschließend bis 1987 an der Ernst-Moritz-Arndt-Universität in Greifswald und anschließend an der Universität Leipzig die Fächer Chemie und Pädagogik, mit den Fachrichtungen Russisch und Englisch. Wegen einer Erkrankung ihrer Tochter sah sie sich nach eigenen Angaben dazu gezwungen, 1987 ihr Studium abzubrechen. Im Jahr 1988 begann sie als Sachbearbeiterin für selbstständige Gewerbetreibende in der Wirtschaftsberatung in Zwickau zu arbeiten. Ab 1990 begann sie ein Fernstudium zur „Staatlich geprüften Betriebswirtin für Groß- und Außenhandel“, ab 1992 begann sie eine Vollzeitumschulung zur Bankkauffrau. Sie begann bei der Volksbank Raiffeisenbank Greifswald am Standort Anklam zu arbeiten. Nachdem Schlupp bei der IHK die Ausbildereignungsprüfung bestanden hatte, wurde sie Ausbildungsbeauftragte.
Schlupp ist konfessionslos, geschieden und hat zwei Kinder. Seit mindestens 2013 ist sie mit dem Landtagsmitglied Egbert Liskow liiert.

## Politik

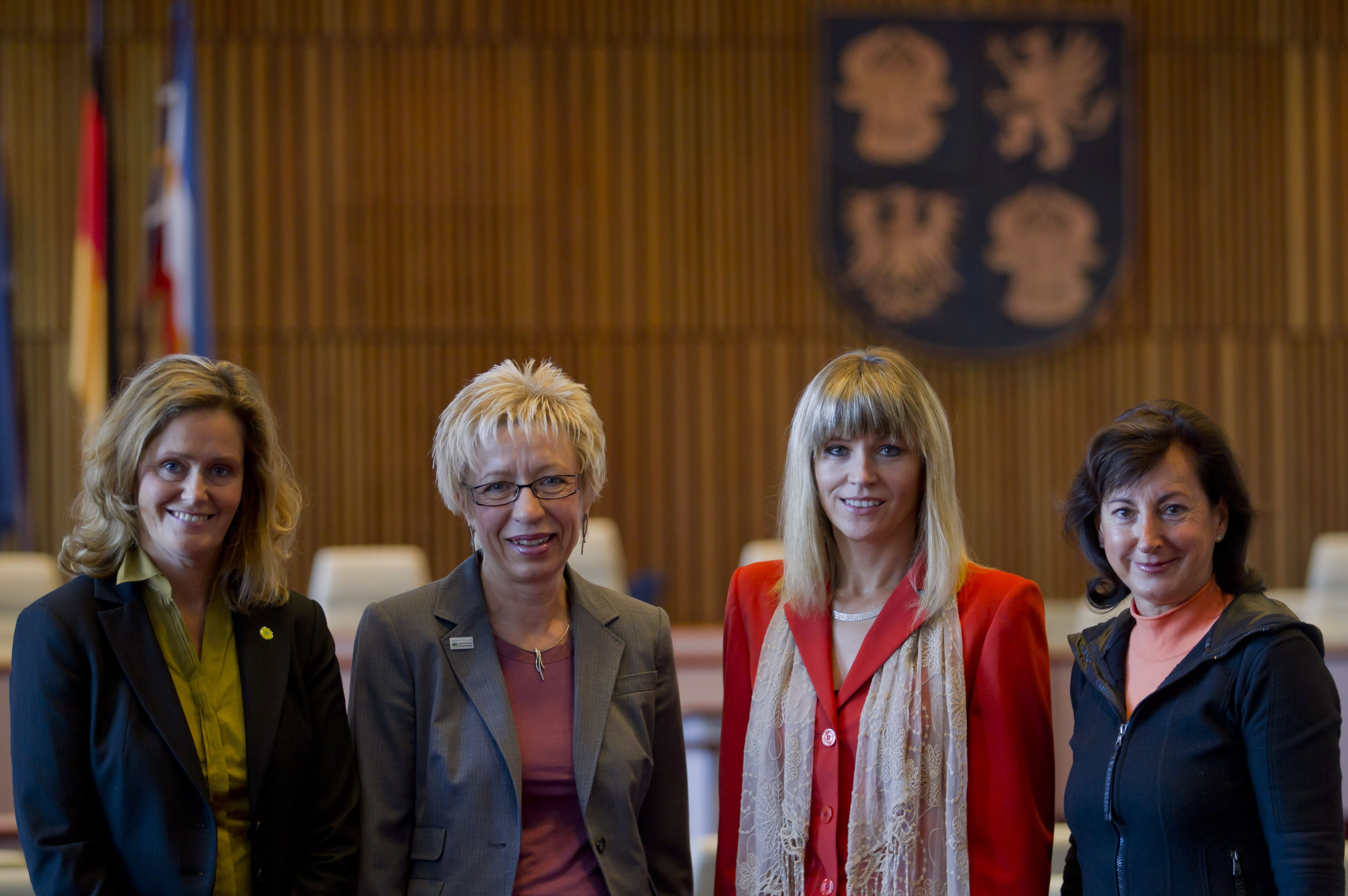
Präsidium des Landtages Mecklenburg-Vorpommern 2011, 2. v. r.: Beate Schlupp

Schlupp war Mitglied im CDU-Ortsvorstand in Jatznick und im CDU-Kreisvorstand von Uecker-Randow. Sie war eine Zeitlang Mitglied im Vorstand der Frauenunion des Landes Mecklenburg-Vorpommern und Schiedsperson im Amtsbereich Uecker-Randow-Tal.
Bei der Landtagswahl 2002 zog sie erstmals in den Landtag von Mecklenburg-Vorpommern ein, im Jahr 2006 konnte sie dies mit dem Direktmandat im Wahlkreis 36 – Uecker-Randow II wiederholen. Bei der Landtagswahl 2011 wurde sie ebenfalls direkt gewählt. Bei der Landtagswahl 2016 unterlag sie in ihrem Wahlkreis, zog aber über die Landesliste ins Parlament ein.
Seit 2011 ist Schlupp erste Vizepräsidentin des Landtages. Infolge des Todes der bisherigen Landtagspräsidentin Sylvia Bretschneider übernahm sie vom 28. April bis zum 22. Mai 2019 kommissarisch ihre Amtsgeschäfte.
Zur Landtagswahl 2021 trat sie erneut im Landtagswahlkreis Vorpommern-Greifswald V an, dabei erreichte sie mit 3.957 Erststimmen nur das drittbeste Ergebnis. Auf Platz 3 der Landesliste zog sie erneut in den Landtag ein.